# مجازات اعدام بر پایه کشور

حفظ مجازات اعدام در قانون و در عمل
لغو شده در عمل (تعلیق شده و عدم اجرای مجازات اعدام بیش از ۱۰ سال)
منسوخ شده در قانون، مگر در شرایط استثنایی مانند جنگ
لغو شده به صورت کامل

مجازات اعدام یا مجازات مرگ، نوعی مجازات توسط دولت برای برخی جرائم، به شیوه کشتن مجرم است و از لحاظ تاریخی، تقریباً در همه نقاط جهان استفاده شده است. از اواسط قرن ۱۹، بسیاری از کشورها، این مجازات را لغو یا تعلیق کرده‌اند. تا سال ۲۰۲۲، ۵ کشوری که بیشترین اعدام را انجام دادند، به ترتیب نزولی، چین، ایران، عربستان سعودی، مصر و ایالات متحده آمریکا بودند.
تا سال ۲۰۲۴، در استفاده از مجازات اعدام، ۱۹۳ کشور عضو و ۲ کشور ناظر در سازمان ملل، به ۴ دسته تقسیم می‌شوند:
- ۵۳ کشور (۲۷٪)، مجازات اعدام را در قانون و در عمل، حفظ کرده‌اند.
- ۲۳ کشور (۱۱٪)، در قانون، اجازه استفاده از آن را داده‌اند اما عملاً آن را لغو کرده‌اند: طبق استانداردهای عفو بین‌الملل، حداقل ۱۰ سال است که از آن استفاده نکرده‌اند و اعتقاد بر این است که سیاست یا رویه‌ای مبنی بر عدم اجرای اعدام دارند.[۱۰]
- ۱۰ کشور (۵٪)، آن را برای همه جنایات به جز در شرایط استثنایی (مانند در طول جنگ)، لغو کرده‌اند؛ اخیراً در غنا (۲۰۲۳).
- ۱۰۹ کشور (۵۶٪)، آن را به‌طور کامل لغو کرده‌اند؛ اخیراً در جمهوری آفریقای مرکزی (۲۰۲۲).

از سال ۱۹۹۰، حداقل ۱۱ کشور، مجرمانی را اعدام کرده‌اند که در زمان ارتکاب جرم، زیر سن ۱۸ یا ۲۱ سال بوده‌اند، که این نقض پیمان‌نامه حقوق کودک است توسط همه کشورها به جز ایالات متحده آمریکا، تصویب شده است. این کشورها عبارتند از چین، جمهوری دموکراتیک کنگو، ایران، نیجریه، پاکستان، کره شمالی، عربستان سعودی، سودان جنوبی، سودان، ایالات متحده آمریکا و یمن. این عمل، در ایالات متحده در سال ۲۰۰۵، با پرونده دادگاه عالی روپر وی. سیمونز، در نیجریه در سال ۲۰۱۵، به موجب قانون و در عربستان سعودی در سال ۲۰۲۰، با فرمان سلطنتی، پایان یافت.